# Sannicandro di Bari

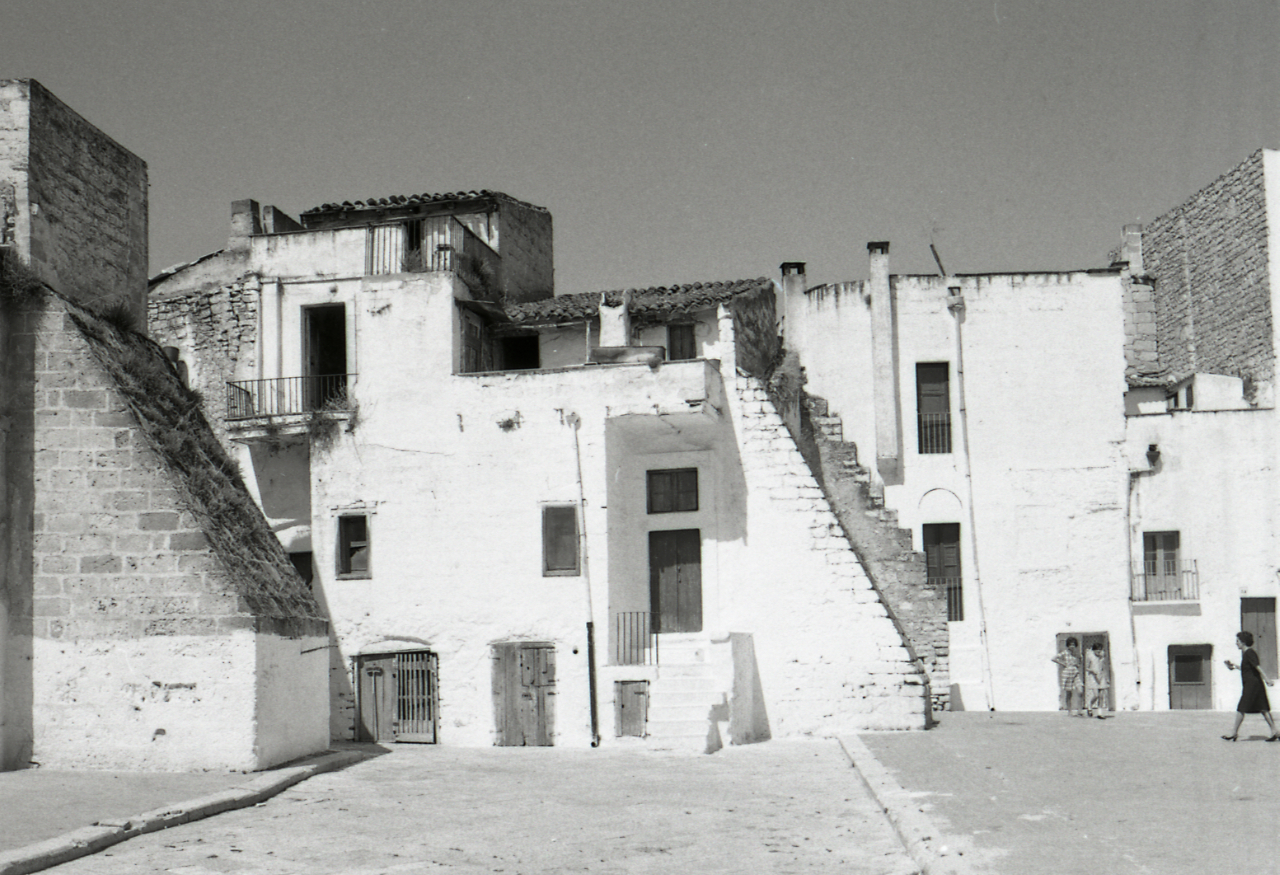

Lage von Sannicandro di Bari in der Provinz Bari

Sannicandro di Bari ist eine südostitalienische Gemeinde (comune) mit 9515 Einwohnern (Stand 31. Dezember 2023) in der Metropolitanstadt Bari in Apulien. Die Gemeinde liegt etwa 14 Kilometer südwestlich von Bari um das Castello Normanno Svevo, das von Staufern und Normannen erbaute Kastell aus dem 10. Jahrhundert.

## Geschichte
Die ursprünglichen Befestigungsanlagen gehen auf die Byzantiner zurück. Das Castrum Mezardi diente ursprünglich der Wiedereroberung Italiens.

## Verkehr
An Sannicandro di Bari führt östlich die Autostrada A14 von Bari nach bzw. Richtung Tarent. Ein Anschluss besteht jedoch nicht.
Der ehemalige Bahnhof des Ortes wurde nach Inbetriebnahme einer neu trassierten Bahnstrecke Bari–Taranto aufgegeben. An der neu trassierten Strecke besteht lediglich noch ein Betriebsbahnhof.

## Persönlichkeiten
- Vito Angiuli (* 1952), katholischer Geistlicher, Bischof von Ugento-Santa Maria di Leuca
- Roberto Caruso (* 1967), ehemaliger Radsportler
- Domenico Losurdo (1941–2018), Publizist

## Belege
1. ↑  Bilancio demografico e popolazione residente per sesso al 31 dicembre 2023. ISTAT. (Bevölkerungsstatistiken des Istituto Nazionale di Statistica, Stand 31. Dezember 2023).
2. ↑  Eisenbahnatlas Italien und Slowenien / Atlante ferroviario d’Italia e Slovenia. Schweers + Wall 2010. ISBN 978-3-89494-129-1, S. 81.